# San Gregorio da Sassola
San Gregorio da Sassola est une commune italienne de la ville métropolitaine de Rome Capitale, dans la région du Latium en Italie centrale. En 2018, elle compte 1 569 habitants.

## Géographie
San Gregorio da Sassola est située dans la vallée de la Mola, à environ une quinzaine de kilomètres au sud-est de Tivoli. La ville est constituée de deux parties : l'une basse remontant à la période médiévale et construite sur le promontoire autour du Castello Brancaccio qui en garde l'accès ; l'autre haute datant du XVIe siècle et résultat de l'expansion de la ville au-delà de l'enceinte historique. 
Les communes limitrophes de San Gregorio da Sassola sont Capranica Prenestina, Casape, Castel Madama, Ciciliano, Poli, Romagnano al Monte et Tivoli.

## Histoire
Pline l'Ancien mentionne la ville sous le nom de Aefulae, une cité qui s'oppose à Rome vers -340. Elle doit son nom de San Gregorio au pape Grégoire Ier, jusqu'en 1872, lorsqu'elle prend son nom actuel de San Gregorio da Sassola. Le château de San Gregorio da Sassola est acheté à la fin du XIXe siècle par la famille Brancaccio qui rénove entièrement le village. Il est acquis par la commune en 2001.

## Démographie
Habitants recensés

## Administration
| Période           | Période           | Identité                   | Étiquette     | Qualité |
| ----------------- | ----------------- | -------------------------- | ------------- | ------- |
| 13 juin 1999      | 29 mai 2006       | Giovanni Loreto Colagrossi | Liste civique |         |
| 30 mai 2006       | 16 mai 2011       | Fabrizio Garofoli          | Liste civique |         |
| 17 mai 2011       | 31 mai 2015       | Aldo Iannilli              | Liste civique |         |
| 1er juin 2015     | 21 septembre 2020 | Franco Carocci             | Liste civique |         |
| 22 septembre 2020 | En cours          | Giovanni Loreto Colagrossi | Liste civique |         |

## Culture et patrimoine
- Le Castello Brancaccio, dont l'origine date du Xe siècle, est totalement restructuré au XVe siècle par le cardinal Prospero Pubblicola Santacroce, puis au XVIIe siècle par le cardinal Carlo Pio di Savoia.
- L'église San Gregorio Magno datant du XVe siècle.
- L'église San Biagio datant du XIIIe siècle et restructurée au XVIe siècle.
- L'église San Sebastiano datant du XVIIe siècle.
- L'église Madonna della Cavata datant du XVe siècle.

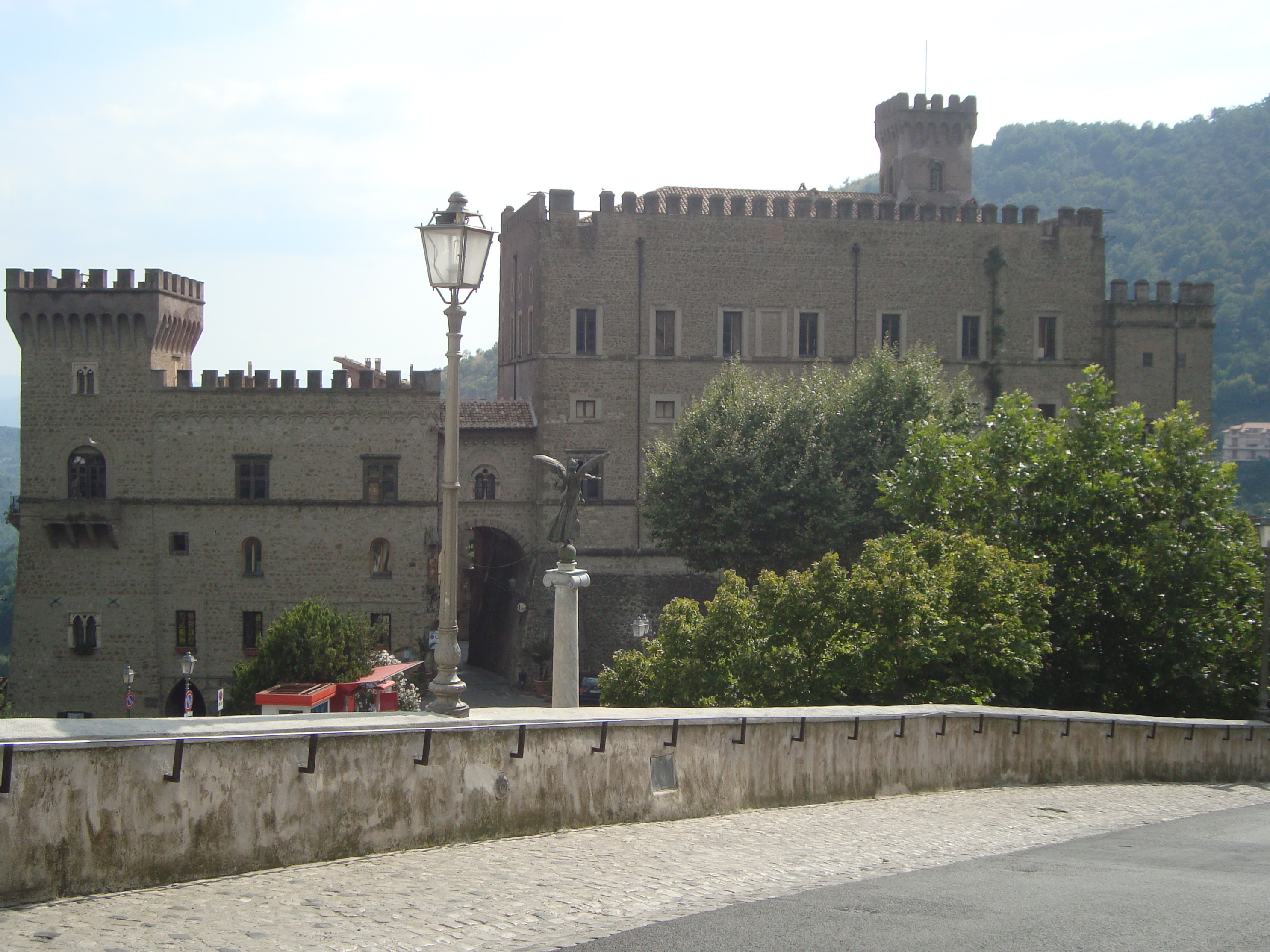
Le Castello Brancaccio.
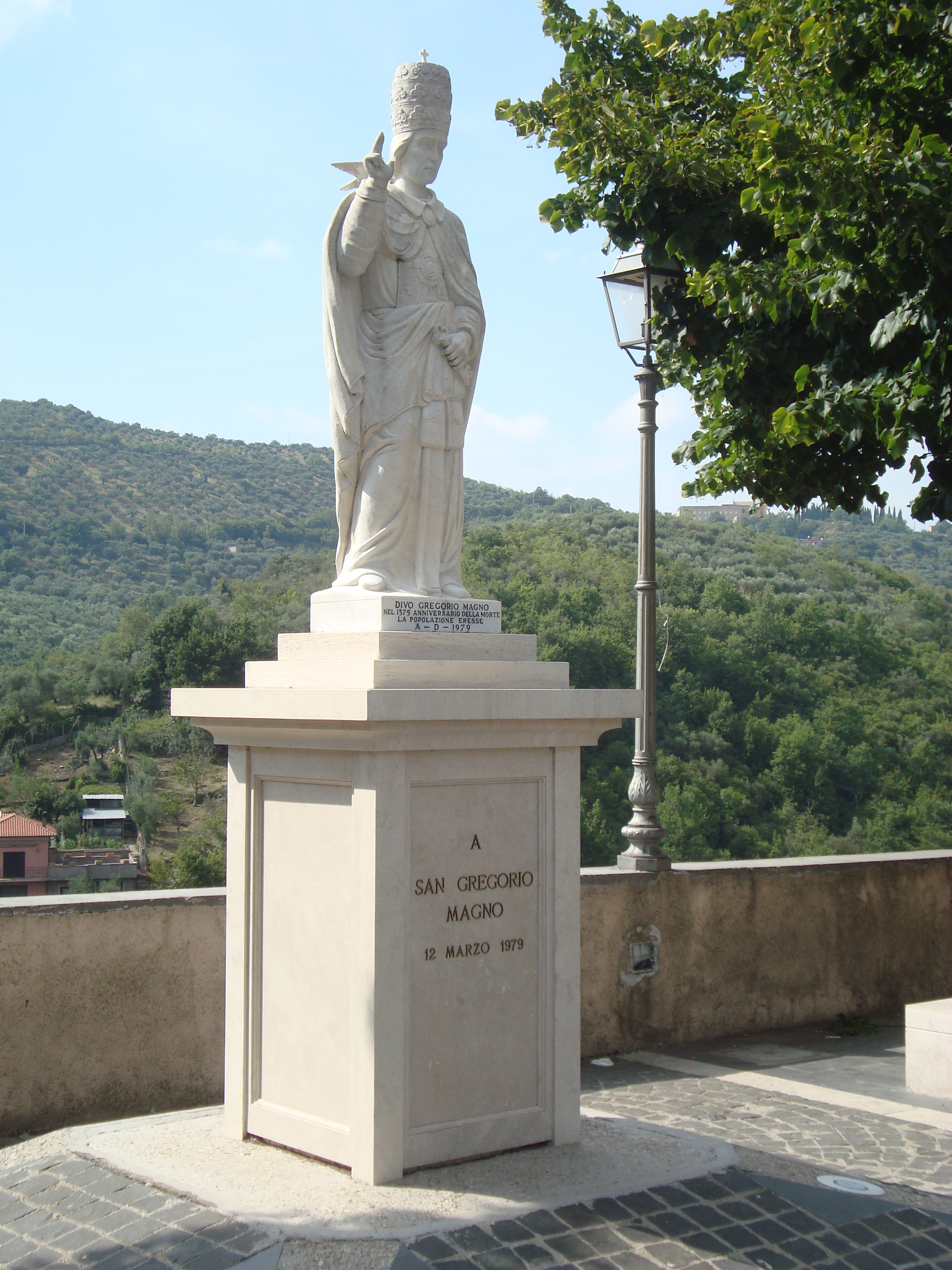
La statue de Grégoire Ier.
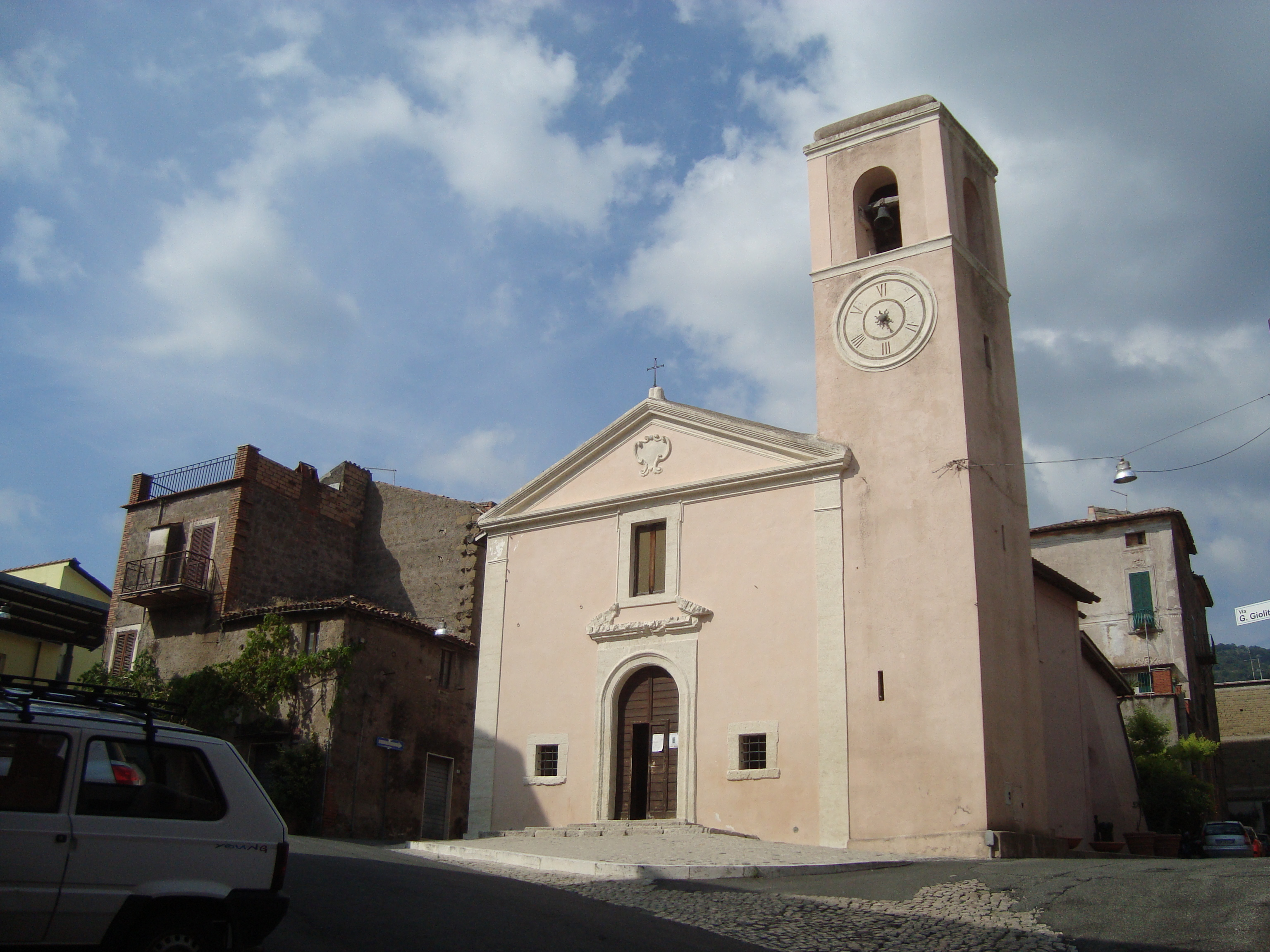
L'église San Sebastiano.